# Kasperlespiel
Als Kasperlespiel  wird eine Aufführung mit Spielpuppen auf einer Kleinbühne bezeichnet, bei der die Hauptfigur des Kasperl und sein Ensemble auftreten und das Geschehen bestreiten.

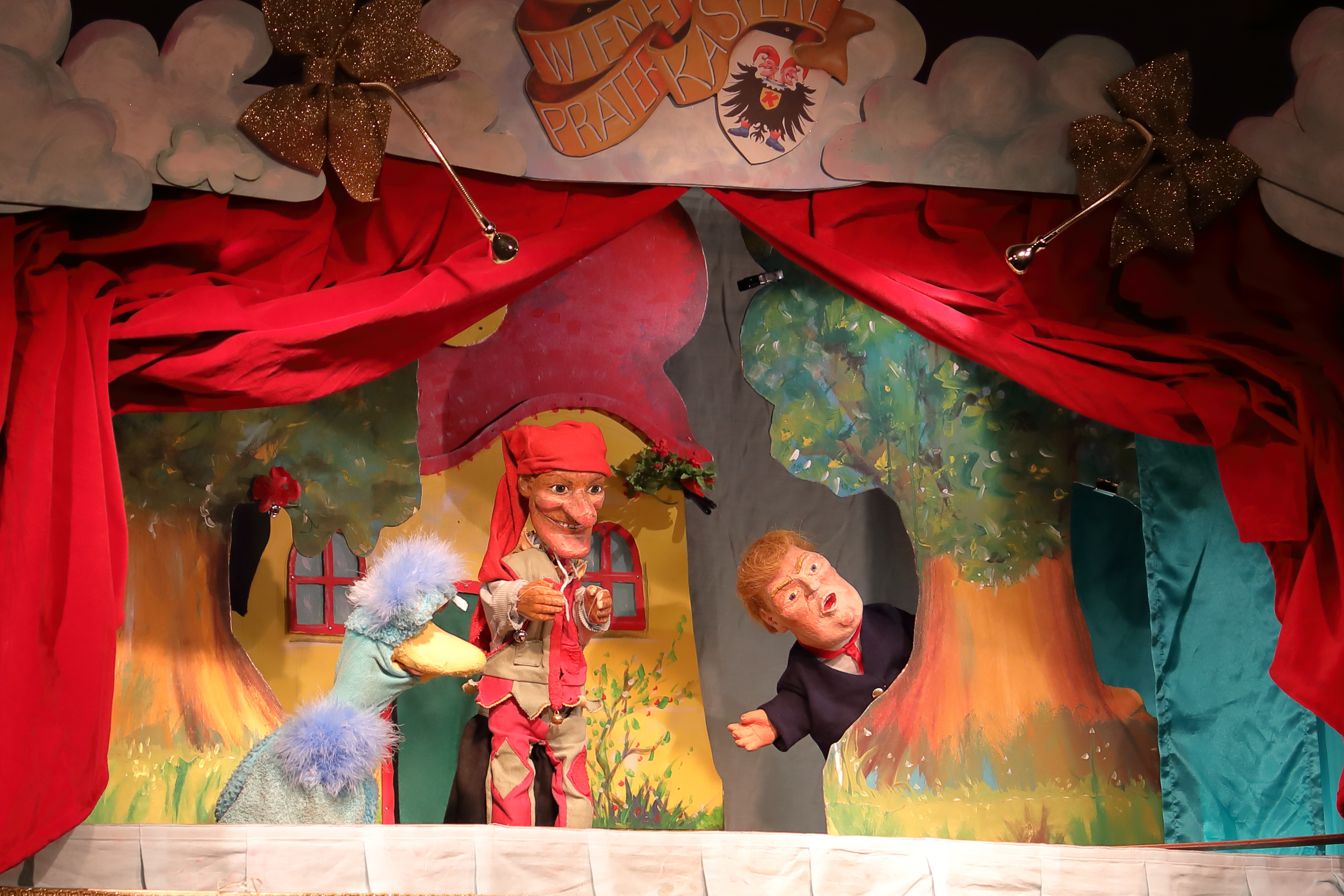
Gastspiel des Wiener Praterkasperl (2017)

## Geschichte

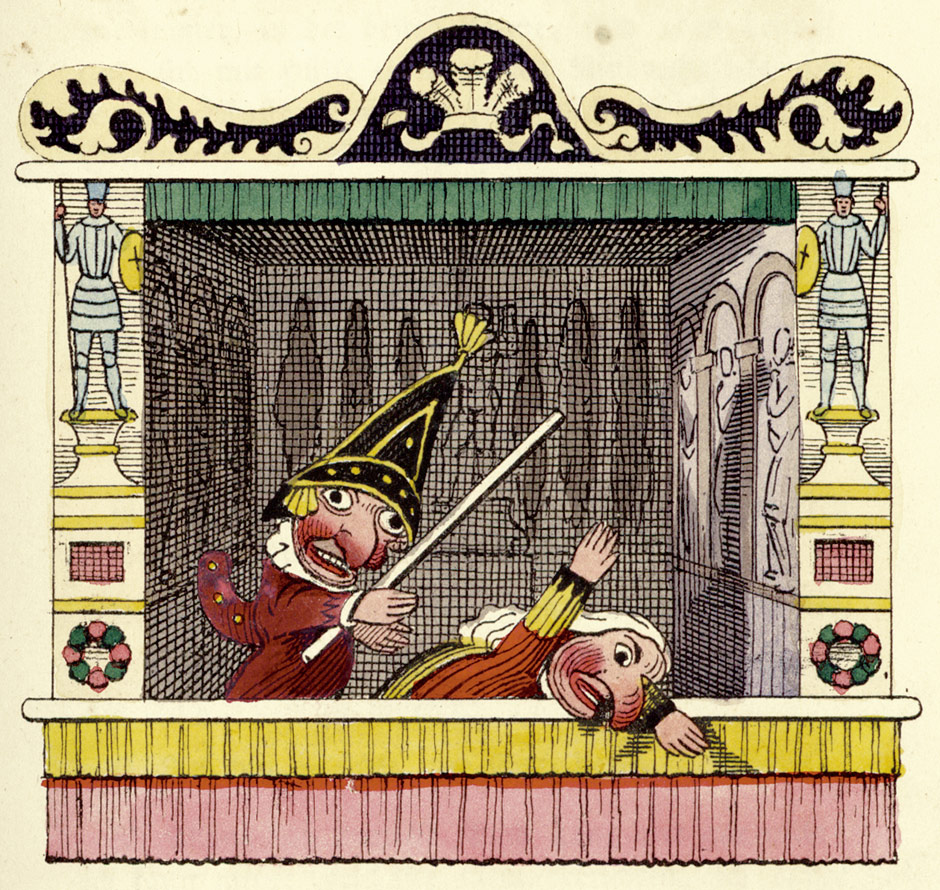
Kasperlespiel im 19. Jahrhundert (H. v. Pückler-Muskau ca. 1829)

Die Puppenfigur des Kasperle ist im deutschen Sprachraum seit Ende des 18. Jahrhunderts bekannt. Aus dem Volkstheater entstanden und auf Jahrmärkten von reisenden Puppenspielerfamilien einem amüsierten Publikum zur Unterhaltung präsentiert, blickt das Kasperlespiel auf eine lange Tradition zurück, in der es zahlreiche Wandlungen erfuhr: 
Ursprünglich ein derbes Jahrmarktsvergnügen für den breiten Volksgeschmack mit clownesken Figuren, die aus dem trüben Alltag zum Lachen bringen sollten, wird gegen Ende des 18. Jahrhunderts, etwa im Wiener Volkstheater, aus dem albernden und wüsten Hanswurst allmählich die typische komische Kasperlefigur mit der langen Zipfelmütze, der markanten Hakennase, dem Lachgesicht und der harlekinähnlichen Montur, die mit ihrer stets griffbereiten Klatsche oder einem Schlagstock Unbotmäßigkeiten in ihrer Umgebung züchtigt. Die oft obszöne Sprachgebung und die Brutalität auf der Bühne spiegelten den Zeitgeist wider. Spitzen gegen die Obrigkeit waren beliebt, aber auch gefährlich für die Komödianten.
Im 19. Jahrhundert gewannen zunehmend kulturhistorische Aspekte die Aufmerksamkeit des anspruchsvoller werdenden Publikums. Die Epoche der Romantik besann sich auf die alte Volksdichtung mit ihren Märchen, Sagen und Legenden und übernahm sie in das Repertoire der Spielbühnen. 
Zur Zeit des Nationalsozialismus gelangte das Kasperlespiel als Fronttheater mit Propagandaauftrag bis in das vorderste Kampfgebiet des Weltkriegs. Es diente aber auch der Ablenkung der Soldaten von der blutigen Realität und der vorübergehenden Entführung in eine beschaulichere Welt des Lachens und Vergnügens.
Um die Mitte des 20. Jahrhunderts erfuhr das Kasperlespiel eine Neuausrichtung als ziviles Lehrtheater und als Methode der Spielpädagogik. Es wurde zu einem unentbehrlichen Bestandteil im Erziehungsbereich und richtete sich vornehmlich auf die junge Generation, auf Kinder und Jugendliche, aus: So entstanden beispielsweise seit den 1950er Jahren, von Polizeibeamten wie Heinz Krause betrieben,
sogenannte Polizeipuppenbühnen, die in Kindergärten und Grundschulen auftraten, um die Kinder über die Gefahren des Straßenverkehrs aufzuklären und ihnen angemessenes Verkehrsverhalten beizubringen. Der Verkehrskasper wurde zum strengen Zuchtmeister, der die Verkehrssünder und den Verkehrsteufel als ihren Verführer jagte und mit Bratpfanne, Stock und anderen Hilfsmitteln drakonisch bestrafte. In den 1970er-Jahren nahmen der Kasper und seine hilfreichen Freunde allmählich sanftere Erziehungsmethoden an. Die Hohnsteiner Figuren aus dem Erzgebirge gaben ihnen ein positiv ausstrahlendes, freundliches Gesicht. Mit dem „Karlsruher Verkehrskasper“ Mitte der 1970er-Jahre wurde das Kasperlespiel dann zu einer komplexen Gemeinschaftsveranstaltung von Kindern und Jugendlichen auf und vor der Bühne, die vom Drehbuch bis zur spielerischen Ausgestaltung mit den Figuren als Medium gemeinsam nach den besten Lösungen von ihren konkreten Problemen suchten. Auch schüchterne Kinder konnten sich, versteckt hinter der von ihnen geführten Figur, mit ihren Fragen äußern und darstellen.

## Ensemble

Figuren eines mobilen Kasperlespiels (2009)

Das zum Kasperlespiel benötigte Figurenkabinett bestimmt sich aus der Thematik des Theaterstücks:
Das Märchenspiel erfordert außer dem spielführenden Kasperle traditionelle Figuren wie Teufel, Hexe, Zauberer und Fee sowie Ungeheuer wie Drache, Wolf oder Schlange, wie sie von den Geschehnissen her gefordert sind. Hinzu kommen der König, die Königin, die Prinzessin und ein Prinz als Wunschfiguren des Sehnsuchtslebens und vieler Märchen.
Das Alltagsspiel bringt neben dem Kasperle seinen gutherzigen, aber etwas naiven Freund Seppl, die immer vernünftige Grete, die Familie mit Großmutter, Eltern, Geschwistern, Vettern und Cousinen auf die Bühne. Weiterhin können auch Bösewichter wie ein Fahrraddieb, ein Räuber oder ein zänkischer Mitschüler und mit ihnen die Obrigkeit in den Personen des Schuldirektors, eines Schutzmanns oder eines Richters ins Spiel kommen.
Das Verkehrstheater arbeitet mit dem Kasper als Leitfigur, der als Moderierender, Fragender, Beratender fungiert, dem Verkehrsteufel Pulverdampf als typischem Verführer, dem Zebra Schwarzweißchen als hilfreichem Gefährten im Straßenverkehr, Ratgebern wie der guten Oma, anfälligen Verkehrssündern wie den Erstklässlern Odilo und Beate, dem schlauen Hund Schlappohr als Experten für Verkehrsregeln und dem Schutzengel für aussichtslos erscheinende Situationen. Hinzu kommen Requisiten wie Fahrzeuge, Ampeln usw.

## Bedeutung
Das ausgereifte heutige  Kasperlespiel ist in der Lage, alle Altersstufen und Ansprüche auf unterschiedlichem Anspruchsniveau zu erreichen. Es kann Unterhaltung oder Belehrung bieten. Es kann zur kulturellen Erbauung und als Diskussionsforum dienen. Es kann im Rahmen der Spielförderung oder Verkehrspädagogik eingesetzt werden. Es erreicht die Kinder auf einer ihrer Auffassungsgabe optimal zugänglichen Lernebene, dem Spiel. Es wird daher schulpädagogisch häufig als Methode eingesetzt, etwa in der Kriminalprävention oder der Gesundheitserziehung, und die Verkehrsdidaktik fordert sogar ausdrücklich, es zum unverzichtbaren Bestandteil des Lehrens und Lernens in ihrem Erziehungssektor zu machen: „Das Kasperlespiel sollte wegen seiner hohen Anziehungskraft auf Kinder, wegen seiner Anregung der kindlichen Phantasie und wegen seiner didaktischen Leistungsfähigkeit für die Verkehrserziehung nicht ungenutzt bleiben.“

## Metapher
Der Ausdruck „Kasperlespiel“ ist auch in einer übertragenen Bedeutung im Sprachgebrauch: Er etikettiert dann in einem abwertenden Sinn eine nicht ernst zu nehmende Kommunikations- und Kooperationsweise, bei der keine seriöse Verhandlung stattfindet und nicht ernsthaft ein Ergebnis angestrebt wird. Statt zielstrebig miteinander auf ein konsensfähiges Resultat hin zuzuarbeiten, wird nur ein unverbindliches Spiel inszeniert, bei dem die Gesprächspartner sich gegenseitig hinhalten und lediglich eine Scheindiskussion führen. 